# 丹洲乡
丹洲乡，是中华人民共和国湖南省常德市武陵区下辖的一个乡镇级行政单位。

## 行政区划
丹洲乡下辖以下地区：
高泗村、夹街村、楠木村、垢湖村、石灰村、泽远村、荷花村、明月村、太平村、沙湖村、丹砂村、义渡村、三湖村、长湖村、阳湖村、坪湖村和桑场村。